# Mario Ricci (politico 1908)
Mario Ricci (Pavullo nel Frignano, 20 maggio 1908 – Pavullo nel Frignano, 18 agosto 1989) è stato un partigiano e politico italiano noto col nome di battaglia Armando. Medaglia d'oro al valor militare.

## Biografia
Nato nel 1908 a Sassoguidano, una frazione del comune di Pavullo nel Frignano nella zona montana della provincia di Modena, fu costretto dalla povertà della propria famiglia a lavorare fin da ragazzo nei campi o nei boschi, cosicché la sua frequenza alla scuola si arrestò alla licenza di terza elementare.
Appena adulto emigrò, come tanti altri uomini dell'Appennino, per lavorare come taglialegna in Corsica. Da qui passò poi in Francia dove aderì al Partito comunista. Partecipò da volontario alla guerra civile spagnola e gli fu affidato il compito di commissario politico di un reparto della brigata Garibaldi che combatteva contro i franchisti. Tornato in Francia fu arrestato e incarcerato per alcuni mesi per attività sovversiva.

### La Resistenza

Mario Ricci" "Armando" (a destra nella foto) assieme ad un ufficiale alleato.

Nel 1941 ritornò in Italia e qui fu processato come antifascista e inviato al confino a Ventotene, dov'era fra gli altri il modenese Demos Malavasi. Con la caduta del fascismo poterono rientrare nella terra natale e riorganizzare l'attività antifascista. Tuttavia, all'inizio del settembre 1943 i due si trovavano entrambi nella caserma del 36º Reggimento fanteria a Maranello quando, la notte fra l'8 e il 9, soldati nazisti indirizzati dai fascisti locali si presentarono chiedendo proprio di Malavasi e Ricci: i due tentarono la fuga, ma mentre Ricci riuscì nell'intento, Malavasi fu ucciso con una raffica di mitra.
Scampato ai nazisti, Ricci cominciò subito ad organizzare un reparto di partigiani, portandosi poi a Montefiorino ove più forte era la lotta partigiana e nacque poi la nota Repubblica partigiana, la Repubblica di Montefiorino.
Molti giovani del luogo, o saliti dalla pianura, si aggregarono al suo gruppo, che prese il nome di '"Divisione Modena - Armando", dal nome di battaglia di Mario Ricci che era appunto "Armando". Questa divisione presidiò il territorio del capoluogo del comune di Montefiorino e dei dintorni con le diverse Brigate di cui era formata. Agendo altri raggruppamenti partigiani in diversi comuni modenesi e reggiani vicini a Montefiorino, si decise di riunirli in un unico Corpo d'Armata, al cui comando fu designato il partigiano Armando.
Alla caduta della Repubblica partigiana seguita all'attacco in forze dei tedeschi le formazioni partigiane si sganciarono e la Divisione Armando si trasferì al di là del crinale appenninico raggiungendo in Toscana la 5ª Armata alleata, a cui si aggregò per continuare la lotta contro i tedeschi. La Divisione, a partire dai 600 uomini che avevano lasciato Montefiorino, per effetto dell'aggregazione di gruppi di partigiani modenesi e bolognesi raggiunse quasi 2000 uomini. I rapporti con gli americani non furono sempre idilliaci e si ebbero anche contrasti non solo fra i comandi, ma anche fra le truppe; ottimi invece furono i rapporti con i reparti brasiliani aggregati alla 5ª Armata.
La divisione Modena Armando, inquadrata nelle file della 5ª Armata, rappresentò in Italia una delle poche formazioni partigiane riconosciute cobelligeranti a fianco dell'esercito alleato, assieme alla 28ª Brigata Garibaldi "Mario Gordini" ed alla Brigata Maiella.

### Il dopoguerra
Alla fine della guerra Ricci fu nominato dal Comitato di Liberazione Nazionale sindaco del comune di Pavullo, carica a cui fu confermato nelle elezioni del 1946 e in quelle successive rimanendo sindaco ininterrottamente fino al 1960. Nel 1948 venne eletto deputato nelle liste del PCI e tale rimase per due legislature facendo parte della Commissione Difesa della Camera. Il 3 aprile 1954 venne inoltrata alla camera dei deputati la domanda di autorizzazione a procedere in giudizio contro il deputato Mario Ricci (Camera dei Deputati, seconda legislatura, documento n° 205) per il reato relativo agli articoli 648, 485, 489, 491 e 482 del codice penale in relazione all'articolo 476 prima parte, dello stesso codice (ricettazione ed uso di assegni bancari falsificati). Eletto presidente di associazioni partigiane e di ex combattenti e reduci si impegnò costantemente nell'associazionismo partigiano. Nel 1953 è stato decorato con medaglia d'oro al valore militare in riconoscimento della sua importante partecipazione alla lotta partigiana.

## Onorificenze

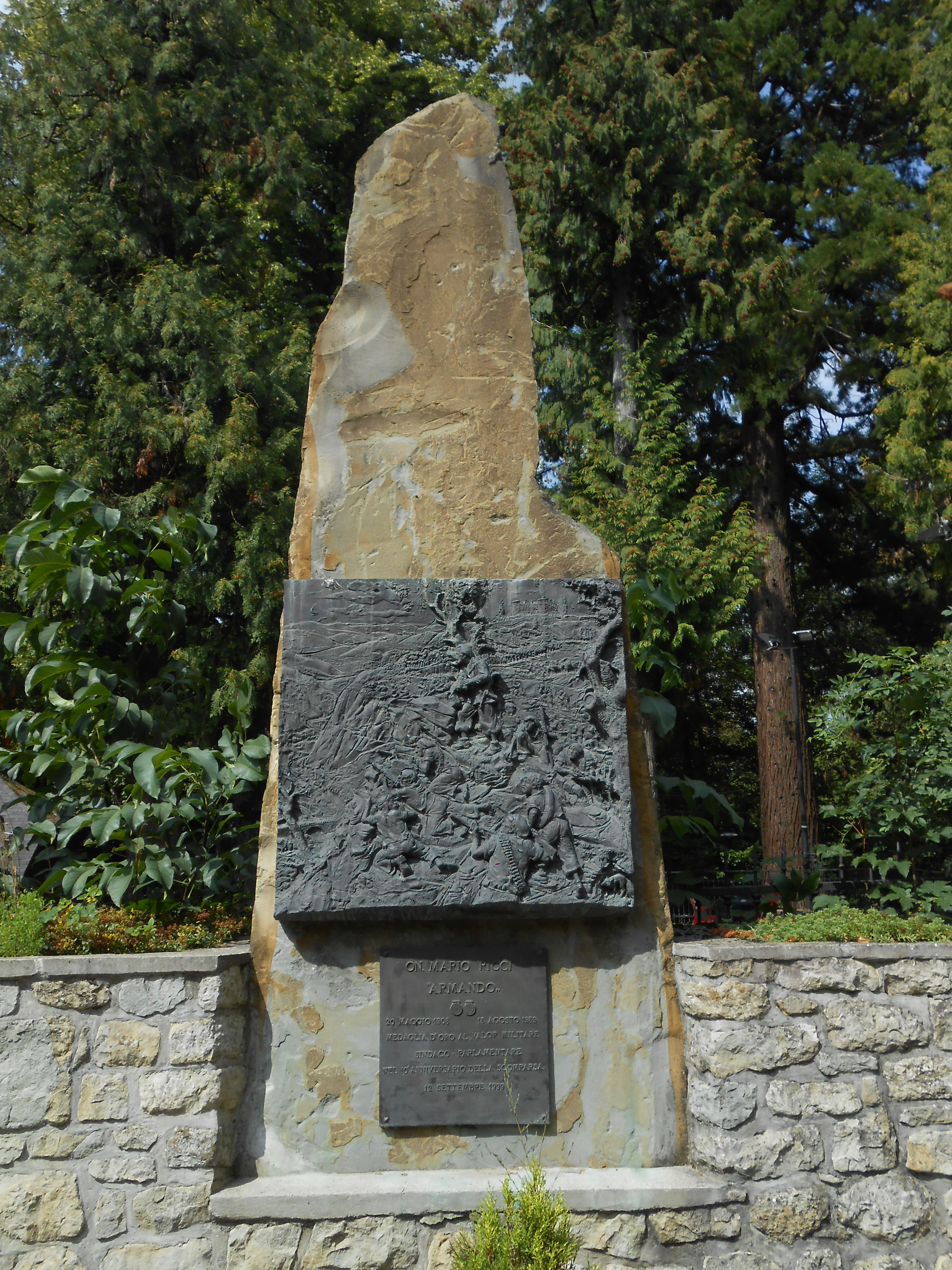
Monumento a Mario Ricci a Pavullo nel Frignano realizzato da Azeglio Babbini

Nel monumento a lui dedicato si legge: on Mario Ricci "Armando" - 20 maggio 1908 - 18 agosto 1989 - medaglia d'oro al valor militare, sindaco, parlamentare, nel 10º anniversario della scomparsa - 12 settembre 1999